# Tocoyena mansoana
Tocoyena mansoana är en måreväxtart som beskrevs av Angely. Tocoyena mansoana ingår i släktet Tocoyena och familjen måreväxter. Inga underarter finns listade i Catalogue of Life.